# Царска гуска
Царска гуска (Anser canagicus), позната и као плажна гуска или осликана гуска,  је врста водених птица у породици пловки, која садржи патке, гуске и лабудове. Она је плаво-сиве боје као одрасла јединка и расте до 66-71 центиметар у дужину. Одрасле јединке имају црну браду и грло, ружичасти кљун, жуто-наранџасте ноге и бијелу главу, која љети често постане црвенкасто-смеђа. Зими гуска гуска живи у блатњацима и обалама Аљаске, а понекад и Канаде и Сједињених Америчких Држава. Љети мигрира сјеверно неколико стотина километара до арктичких и субарктичких клима, где се старије јединке размножавају моногамно. Гнијезда су изграђена у рупама и од вегетације и перја. Јаја се излегу крајем јуна и почетком јула, а гушчићи напуштају гнијездо исти дан када се излегу. Врста је свашојед и оглашава се више назално него друге гуске. По пописима Међународне уније за очување природе налазе се под претњом, популација врста опада првенствено због загађења, лова и климатских промјена.

## Таксономија
Царска гуска је описана 1802. године као Anser canagicus. Њен локалитет је острво Канага, које припада Алеутским острвима, у Аљасци. Врста је понекад била класификована у роду Chen, а рјеђе у сопственом роду, Philacte. 

## Опис
Царска гуска има чврсто плаво-сиво тијело, са црним и бијелим пјегама, због којих некад даје утисак као да је прекривена крљуштима. Глава и задњи дио врата су бијели са нијансом ћилибар-жуте боје.  За разлику од сњежне гуске, бијела боја се не протеже до предњег дијела врата. Гуску карактеришу и црна брада и грло, бијели реп, ружичасти кљун, са бијелим врховима и жуто-наранџастим ногама и стопалима. Доња страна крила царске гуске је сива, за разлику од сњежне гуске, која је црно-бијела на доњој страни крила. Глава одраслих јединки често прелази у црвенкасто-браон боју љети, због храњења у плимним базенима који су богати жељезним оксидом.
Гушчићи (тј. млади убрзо након излегања) су сивкасто-бијеле боје; за разлику од одраслих, њихов кљун је црн. Гушчићи се такође разликују од одраслих тако што имају сиве, браон или црне ноге и белу површину која окружује њихов кљун током прве три недеље после излегања. Млади (тј. незрели примерци старији од гушчићи) су углавном сиве боје, са примјесом бијеле боје на перју. Млађи млади имају тамну главу и врат, са главом сиве боје, са белим пјегама. Међутим, након октобра, глава и горњи дио врата постају углавном бијели, иако још увијек имају раштркано тамније перје. До прве зиме, мали добију исте боје и особине као и одрасле јединке. 
Одрасли мужјаци расту до укупне дужине од 66-71 cm а женке 65-70 cm. Остала мерења код мужијака, узоркована из четири узорка на Аљасци и Калифорнији, укључују 6,4-7,6 cm тарсус (потколеница), 3.6-4.1 cm кљун и 34-39 cm преклопљено крило. Ова мерења су слична код женке, али женке имају мало краће преклопљено крило од 37,5-39,2 cm на основу две јединке из Аљаске. 
Гуска има распон крила од 119 cm. Због својих кратких крила лети полако, захтијевајући брзе замахе. Мужјаци теже између 2.766 kg и 3.129 kg. Имају средњу тежину од 2.766 kg, док женке имају средњу тежину од 1.945 kg. Просечна тежина младунаца је 1.165 kg код мужијака и 1.107 kg код женки. Отприлике 5 до 7,5 недеља после излегања, гуска просечно имају тежину од 2.370 kg и 1.926 kg код мужијака и женки. Имају тешко тело и кратак врат у поређењу са другим гускама.

## Понашање
Царска гуска је миграторна, љети путује на сјевер да се размножава и јужно током зиме.  За разлику од многих врста гусака, које мигрирају хиљадама километара, царска гуска путује неколико стотина километара током миграције,  обично од 600 km до 760 km.  Током периода парења птице обично мјењају перије у близини колонија гдје се гнијезде, али гуске које нису нашле партнера селе се на Ст. Лавренце острво или Чукотско полуострво да мјењају перије пре главне миграције јужно за зиму. Сезона размножавања почиње крајем јуна у Русији, али почиње неколико недеља раније на Аљасци, углавном између 20. маја и 3. јуна.  Само јединке од три године или старије се паре. Као моногамна врста, женке царске гуске имају једног партнера током свог живота и париће се с било којим другим мужијаком једино ако њихов партнер умре.  Ова врста се мјења перије од краја јула до почетка августа и напушта своје подручје за размножавање касније од било које друге врсте. 
Царска гуска се размножава на тундри, градећи своја гнијезда у подручјима од 16 km или ближе обали.  Гнијезда обично граде у мочварама.  Прво их праве као рупе у земљи без додатног материјала, али касније додају вегетацију, као што су лишће,  и перје, које женке чупају из себе.  Врста обично полаже 4–6 јаја, али може снијети од 2 до 8; јаја се често полажу у гнезда других породица царске гуске.  Јаја су величине 7,86 cm са 5,21 cm у просеку, елиптичног облика и глатке љуске. У почетку су бијеле боје, али добијају мрље у гнезду.  Инкубација јаја, обично траје 24 дана, обављају је само женке.  Према часопису Птице које се лове у Калифорнији, спомиње књигу из 1918. године, показје да су посматрање гнезда ове врсте показала да мужијаци не остају у гнијезду. Међутим, Бирдсли зоолошки врт каже да иако мужијаци не помажу у изградњи гнијезда, они га бране. Јаја се излегу крајем јуна или почетком јула.  Излажући се као потркушци , млади могу да ходају и пливају већ након неколико сати након излегања,  као и да се сами хране. Они обично напусте гнијездо истог дана када се излегу, иако не лутају далеко од својих родитеља прва два мјесеца.  Млади могу летети након 50 до 60 дана.  10% царски гуски преживи прву годину. 
Појединци ове врсте обично имају интеракцију само са својом породицом. Међутим, већа јата се сакупљају током сезоне парења и сезоне мјењања перија.  То је једна од најнесоцијалних врста гусака, једина гуска мање друштвена је црни брант.  У летењу остаје ниско, обично испод 27 m изнад тла и често је близу да додирне тло својим крилима.  У љето, исхрана врсте се састоји од вегетације, као што су младице, коријење, и бобице, док зими првенствено једу шкољке и друге мекушце, за које користи свој осећај додира да их ухвате,  и алге.  За разлику од других врста гусака,  њена исхрана се углавном састоји од животиња,  због чега њихово месо има јак укус.  Када живи у близини воде, једе на рубу водених тијела, што му даје име "плажна гуска".  Ако се врста осећа угрожено, она одлази у водено тијело и плива даље од опасност док се не буде осјећала сигурно.  Њихове вокализације, према Едварду Вилиаму Нелсону, звуче као "кла-ха, кла-ха, кла-ха",  и могу се разликовати од оних других гусака тако што имају "назални" звук.  Оне се рјеђе гласају од других гусака, као на примјер лисата гуска.  Мада врста може да живи до 25 године у заточеништву, она у дивљини достиже 12 година. 

## Станиште и дистрибуција
Током љета, царска гуска живи у арктичким и субарктичким климама у Беринговом мору, око Аљаске и малог дијела сјевероисточне Русије. 
Његова станишта током ове сезоне укључују слатководне базене, унутрашња језера и обалне лагуне.  90% јединки се гнијезди на делти Јукон-Каскоквима.  Зими, након јужне миграције, живи првенствено међу Алеутским острвима,  као и на полуострву Аљаска и острву Кодиак.  Понекад проводи зиме у Канади  и ријетко дођу и до сјеверозападне Калифорније. Области у Калифорнији у којима су пронађене живе од 1918, укључују Хумболдт Беј , Гридли, Дајвис, Рио Виста, Округ Колуса, Ингомар, Модесто и Диксон.  Његова станишта су блатњаче и стјеновите обале зими,  у подручјима без леда,  и мочварама тундре у љетним мјесецима.  Процењује се да је њихов опсег 775.000 km². 
Од августа 2017. године, популација царских гусака се споро повећава.  Године 1879, Едвард Вилиам Нелсон је пронашао царске гуске и тада је забиљежио да се налазе у изобиљу дуж делте Јукон-Каскоквима. Међутим, 1923. године, Артур Клевеланд Бент је приметио много мање примерака, и известио је да се број јединки смањио у последњих 30 година. Бент је рекао да се "велики број убија сваке године, а њихова јаја узимају домороци, чак и у границама онога што би требало да буде резерват", што је био главни разлог смањења популације гуске.  Године 1964. популација гусака је била 139.000, што се смањило на 42.000 1986. године. Накнадно се повећала популација  и била је 85.000 2002. и преко 98.000 у 2015;  Према евиденцији за царске гуске на Црвеој листи Међународне уније за очување природе, која је ступила на снагу 1. октобра 2016. године, укупна популација царских гуске опада. Међутим, ова организација је такође рекла да тренд није у потпуности јасан и да се повећава у неким дијеловима Сјеверне Америке.  Џулијан Фишер, биолог дивљих животиња, изјавио је у новинском чланку објављеном у августу 2017. године да се становништво суочава са спорим, сталним порастом. Он је навео да се број становника од почетка 1980-их удвостручио и да можда и 170.000. 
Иако разлози за смањење броја јединки царске гуске нису добро познати, вјерује се да су угрожени због загађења нафтом, ловом и климатским промјенама.  Други фактори који доприносе паду популације врсте су борба са каклинг гуском за храну као и напад ових гусака на гушчиће.  Царска гуска је на попису угрожених на Црвеној листи ИУЦН-а  и оцијењена са 14 од 20 на континенталној оцјени . Списак птичјих стражара из 2008. године у Сјеверној Америци, од угрожених птица које немају значајније акције очувања за њих, укључују и царску гуску.  Године 1986. рекреациони лов на царску гуску је био забрањен као и 1987. године, због ниског броја јединки. Међутим, 30 година касније, лов је поново постао легалан након што је борј јединки значајно порасло. У 2015. години, Савет за управљање миграционим птицама Аљаске предложио је да се дозволи лов царске гуске до одређеног броја. 2. априла 2017. дозвољен је лов на гуску цара, а ловци су могли убити неограничен број гусака. У јесен 2017. године дозвољен је лов у рекреативне сврхе локалног становништва Аљаске уз дозволу на царске гускаме, с ограничењем од једне птице по особи. 2018, ловцима који нису становници Аљаке било је дозвољено да лове гуске са дозволом. Међутим, врста се не може ловити било гдје у остатку Сједињених Америчких Држава.  